# Agenzia del Belucistan
L'Agenzia del Belucistan (in inglese: Baluchistan Agency, detta anche Baluchistan, Balochistan, Baloochistan o semplicemente Belucistan britannico) era un'agenzia dell'India britannica.

## Storia
Questa agenzia politica venne istituita nel 1877, dopo il trattato siglato nel 1876 a Mastung dai capi Beluci col quale essi accettavano la mediazione degli inglesi nella risoluzione delle loro dispute interne.
Il colonnello sir Robert Groves Sandeman introdusse un innovativo sistema di pacificazione delle tribù locali nel Belucistan che ebbe effetto dal 1877 al 1947. Ad ogni modo il Governo dell'India generalmente si oppose a tali metodi e si rifiutò di utilizzare l'idea del compromesso per gestire i territori sottoposti alla dominazione britannica. Gli storici hanno al ungo dibattuto sull'effettivo scopo di tale pacifica influenza degli inglesi nell'ambito della storia del Belucistan senza tuttavia trarre convinzioni sufficientemente convincenti per propendere per la tesi volutamente pacifista o per un tentativo criptico di annessione pacifica.

## Stati principeschi
L'Agenzia del Belucistan consisteva in tre stati principeschi principali:
- Kalat, lo stato principale e l'unico con un saluto a salve cerimoniale (19 colpi di cannone) che includeva i suoi Jhalawan, le divisioni amministrative di Kacchi e Sarawan
  - oltre a questi si ricorda lo stato di Makran (col titolo di Nazem e poi Nawwab) che era indicato come una divisione di Kalat, ma dotato di una notevole autonomia al punto da essere preferibilmente indicato come stato vassallo del primo
- e due stati feudatari di Kalat ma indipendenti:
  - Las Bela (titolo di Jam Saheb)
  - Kharan (titolo di Mir; dal 1921, Sardar Bahador Nawwab).

Il Governo dell'India mantenne le sue relazioni con tutti questi stati tramite il proprio agente politico a Kalat. Il primo agente presente nel Belucistan fu Robert Groves Sandeman (1835-1892), che venne nominato a tale incarico dal viceré d'India, lord Edward Bulwer-Lytton.

## Struttura amministrativa
Oltre alla presenza degli stati principeschi, l'agenzia era amministrata secondo i seguenti distretti:
- Chagai
- Quetta-Pishin (comprendente la capitale, Quetta)
- Jhatpat
- Loralai
- Sibi (che includeva le aree tribali di Bugti e Marri)
- Zhob